# Hibernació
La hibernació és un estat d'hipotèrmia regulada al llarg de dies o setmanes que permet a certs animals conservar l'energia al llarg de l'hivern. Durant la hibernació, el metabolisme d'aquests animals s'alenteix notablement; la seva temperatura corporal disminueix i la freqüència respiratòria esdevé inferior a la normal, per gastar gradualment les reserves energètiques emmagatzemades durant els mesos més càlids.
La hibernació és un estadi d'inactivitat i depressió metabòlica caracteritzat per la baixa temperatura corporal, la respiració alentida i/o una taxa metabòlica més baixa. Encara que tradicionalment aquest terme s'ha reservat als animals amb hibernació profunda, com els rosegadors, aquest terme s'ha redefinit basant-se en les reduccions metabòliques especialitzades, i molts experts creuen que els processos de torpor diària i d'hibernació estan relacionats.
Els ossos tenen una mena d'hibernació que alguns no consideren que sigui una hibernació veritable, i alguns s'estimen més dir-ne "letargia hivernal".

## Definició
Alguns animals homeoterms (mamífers i aus) sobreviuen a l'hivern entrant en una espècie de son profund, fent que la seva activitat corporal sigui més lenta i la seva temperatura descendeixi per estalviar energia. El cor batega més lentament i la respiració es fa també més pausada. La temperatura corporal pot disminuir gairebé fins a igualar-se amb la de l'entorn, encara que s'acosti al punt de congelació. En són un exemple els ossos.
Els animals que hibernen solen buscar llocs càlids i segurs per passar-hi l'hivern. Els ratpenats dormen al fons de les coves i cavernes, on la temperatura no varia substancialment. Molts rosegadors petits hibernen sota terra, en caus folrats d'herba per mantenir la calor.

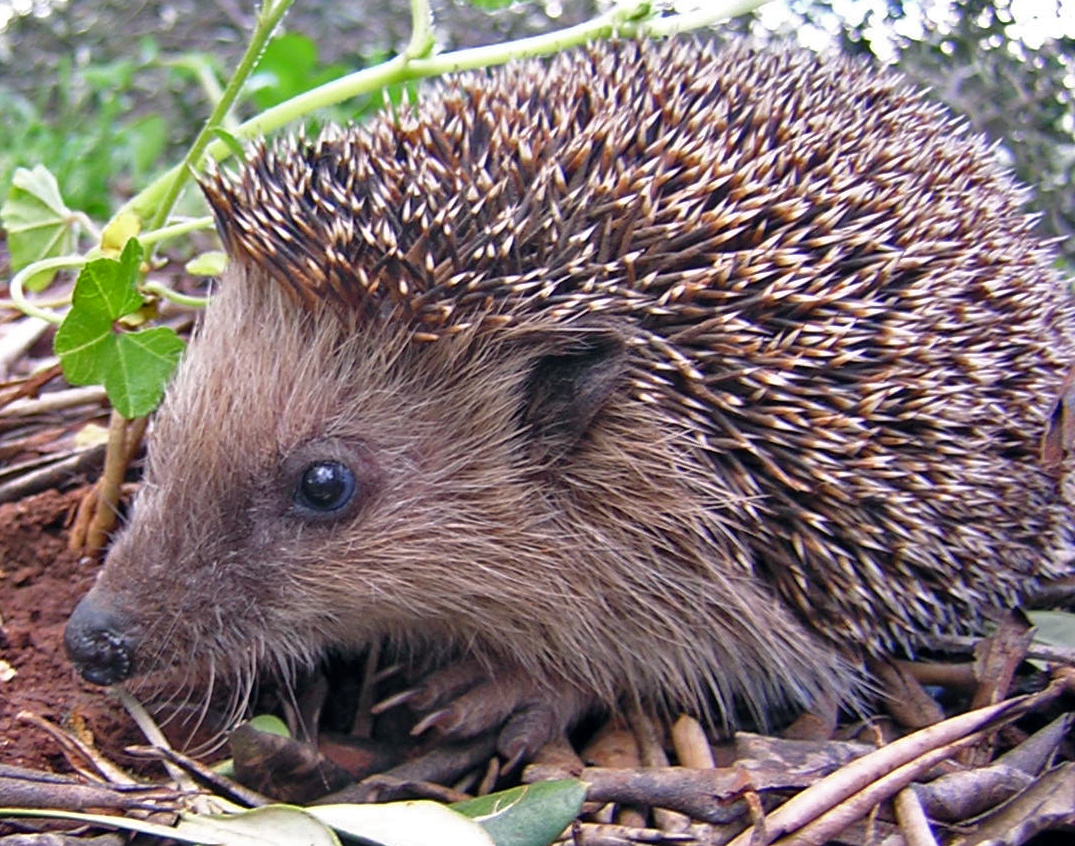
Eriçó europeu, exemple d'animal hibernant

Altres animals, com l'esquirol terrestre àrtic, es passen més de la meitat de la seva vida hibernant. Els processos corporals de l'animal estan al mínim, i obté l'energia de la reserva de greix del seu cos. A l'hivern, aquests animals han de produir més energia per conservar la calor amb la mateixa eficàcia, encara que l'aliment escassegi a l'entorn. Alguns animals perden fins al 40% del pes mentre hibernen; d'altres, com els hàmsters, guarden una reserva d'aliment al cau per subsistir durant l'hivern, i durant els mesos freds es desperten de tant en tant per menjar una mica.
Els animals homeoterms consumeixen aliment per produir calor i mantenir així la temperatura corporal més o menys constant. En aquesta producció de calor necessària per superar aquest període hivernal, hi intervé el mecanisme molecular de la termogènesi adaptativa que té lloc al teixit adipós marró gràcies a la sorprenent acció de la termogenina.

No obstant això, als països on hi ha una estació càlida i seca, i l'aigua i el menjar escassegen durant l'estiu, molts animals entren en un estat molt semblant a la hibernació, anomenat estivació, per sobreviure a la sequera i estalviar energia. Moltes granotes i gripaus s'oculten per a l'estivació en caus subterranis, frescos i humits.

Algunes espècies amb hàbits d'hibernació
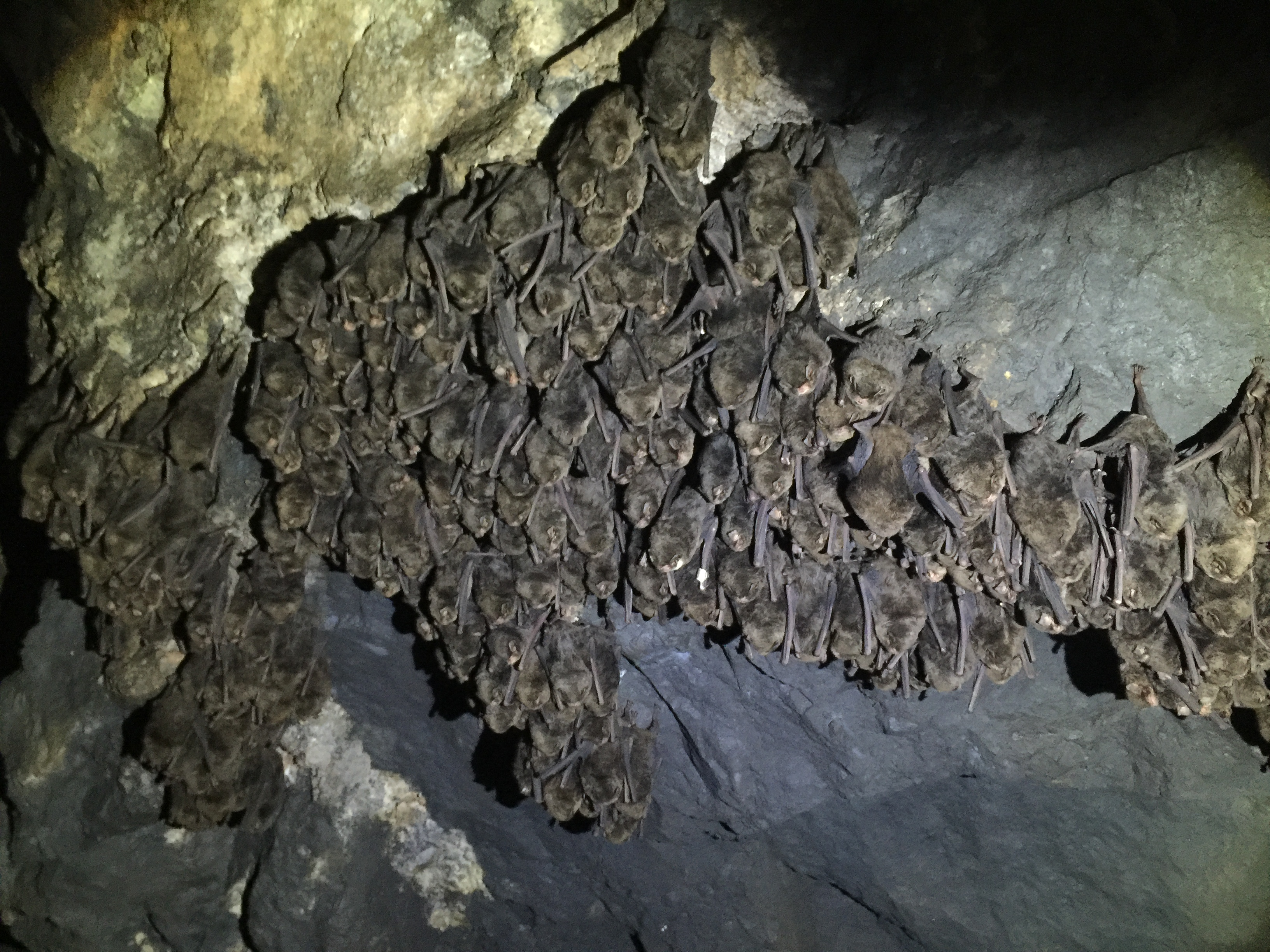
Ratespenades hibernant a una mina abandonada del Japó
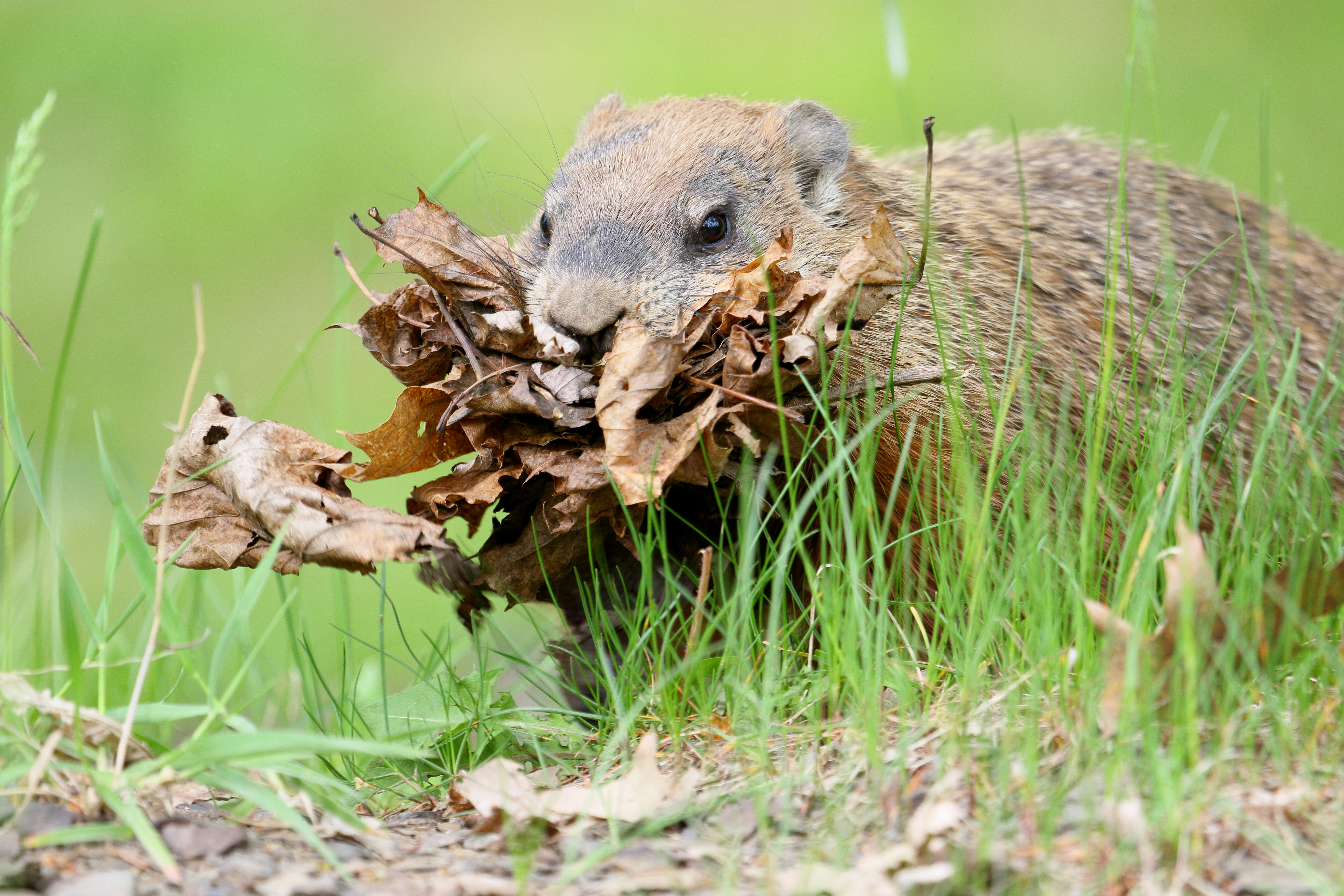
La marmota recull material aïllant per fer un cau d'hibernació
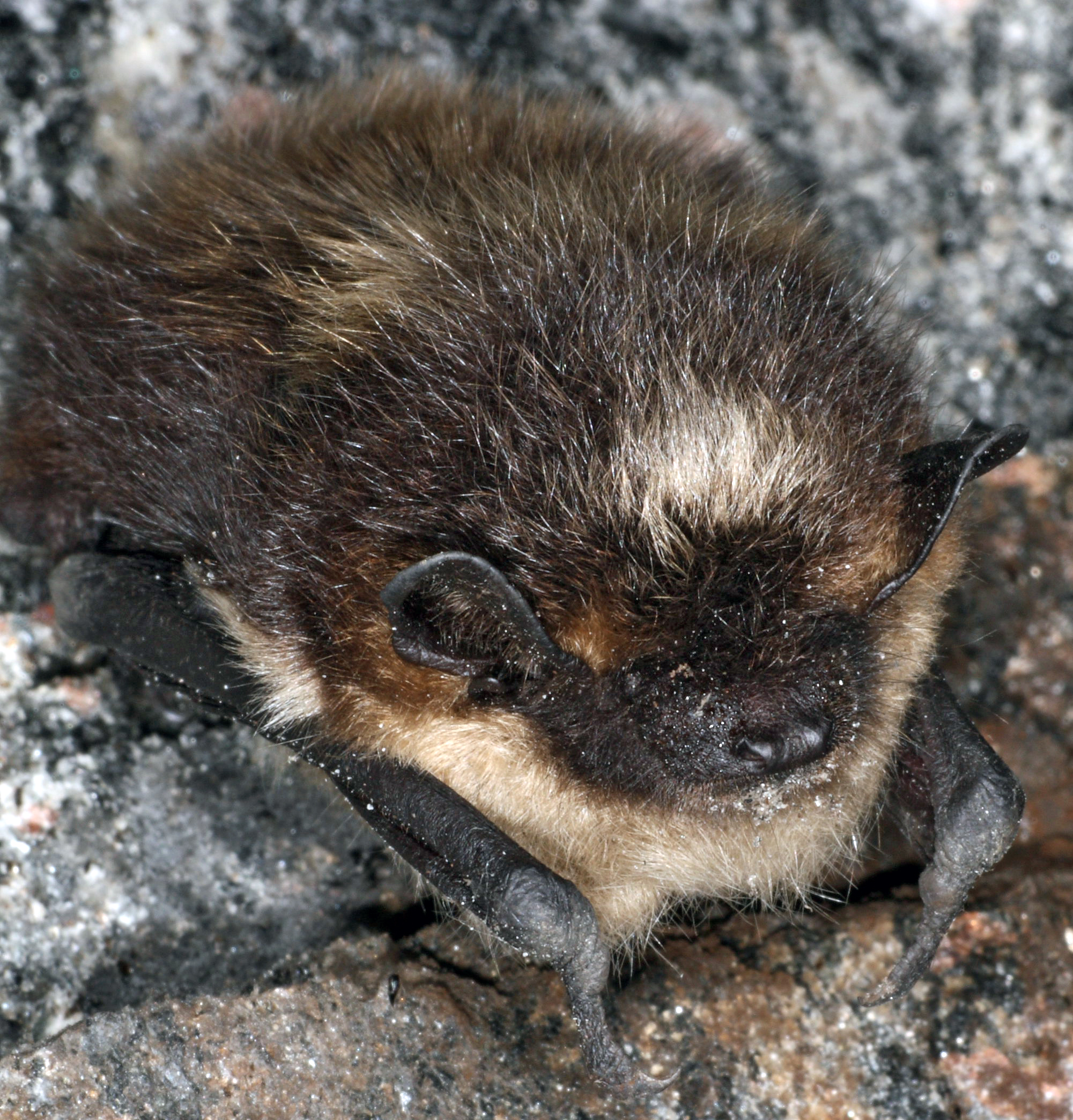
Un ratpenat Eptesicus nilssoni hibernant en Noruega
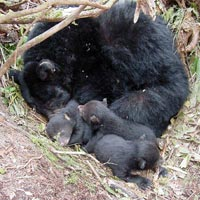
Mare ossa negra hibernant amb els cadells